# Cephalosilurus
Cephalosilurus is een geslacht van straalvinnige vissen uit de familie van de antennemeervallen (Pseudopimelodidae).

## Soorten
- Cephalosilurus albomarginatus (Eigenmann, 1912)
- Cephalosilurus apurensis (Mees, 1978)
- Cephalosilurus fowleri Haseman, 1911
- Cephalosilurus nigricaudus (Mees, 1974)